# Sportal.rs
Sportal.rs је веб портал у Србији посвећен спорту.

## Историја
Sportal.rs је основан у мају 2022. године као наследник тадашњег Блиц Спорта. Блиц спорт је покренут заједно са Блиц сајтом 1999. године, као један од првих великих српских интернет портала. Блиц спорт се брзо етаблирао као најпосећенија спортска рубрика на српском тржишту и постао медијски партнер Олимпијског комитета Србије и Фудбалског савеза Србије. Ringier, међународна медијска компанија са седиштем у Швајцарској, у чијем је власништву Блиц, 2022. године је основала је компанију Ringier Sports Media Group, посвећену спортској медијској вертикали са осам тржишта у Европи. Sportal.rs је постао један од првих нових брендова у власништву РСМГ-а и наследник Блиц спорта. Данас је Спортал званични медијски партнер Фудбалског савеза Србије, Олимпијског комитета Србије, ФК Црвена звезда, КК Црвена звезда, Одбојкашког савеза Србије, а такође је и Премијум дигитални партнер Евролиге. Предраг Михаиловић је био главни уредник од 2022. до 2024. године, када је постао генерални директор Спортала, док је Владимир Филиповић, који је био извршни уредник од 2022. до 2024. године, постао главни уредник у јуну 2024. године.
Sportal.rs је први медиј на свету који је креирао документарну серију о Новаку Ђоковићу. Серија под називом "НОВАК – Неиспричане приче" има осам епизода и генерисала је више од 5 милиона прегледа на различитим платформама, а цитирана је у неколико српских и европских медија.
Спорталов документарац о успеху српске кошаркашке репрезентације на Светском првенству 2023. године у Манили, под називом "Сви за једног, један за сви", емитован је на РТС 1 и доступан је на Спорталовим платформама. Филм је емитован на РТС 1, јавном сервису у Србији, и имао је више од милион прегледа.
Спортал има сегмент на свом порталу који омогућава праћење резултата фудбалских и кошаркашких мечева уживо путем LiveScore-а. Такође укључује различите квоте за мечеве који се играју тог дана. LiveScore Group и Ringier успоставили су стратешко партнерство у спортском медијском и кладионичарском тржишту како би убрзали експанзију и Спортала и LiveScore-а. LiveScore Group обухвата брендове LiveScore, LiveScore Bet и Virgin Bet, три добро позната бренда у спортској и гејминг индустрији. Група је издвојена из Gamesys групе (сада део Bally's Corporation) у септембру 2019. године. Данас је LiveScore Group део Анзо групе компанија.

## Читаност
Sportal.rs месечно посећује у просеку око 1,5 милиона људи из Србије. Када се укључе посетиоци из дијаспоре, овај број у просеку износи око 3,5 милиона јединствених корисника. Према званичним истраживањима компаније Гемиус о саобраћају на српским интернет порталима, Спортал је имао 1.897.231 јединственог корисника из Србије у децембру 2022. године, што је рекорд у историји свих спортских портала у Србији.

## Награде
Александар Димитријевић, фоторепортер Спортала, награђен је у категорији "Портрет" за фотографију тренера КК Партизан, Жељка Обрадовића.